# Światowy Alians Ewangelikalny
Światowy Alians Ewangelikalny – międzynarodowa organizacja ewangelikalna skupiająca 129 krajowych i 7 regionalnych aliansów ewangelikalnych oraz 104 organizacje stowarzyszone. Wywodzi się z utworzonego w 1846 w Londynie Aliansu Ewangelikalnego, który w 1951 został przekształcony w Światowy Alians Ewangelikalny.

## Cele
Misja Aliansu zakłada popieranie jedności, umacnianie tożsamości, zapewnienie reprezentacji i forum dialogu ewangelikalnych chrześcijan.

## Podstawa doktrynalna
Alians skupia podmioty utożsamiające się z następującym wyznaniem wiary:
"Wierzymy w:
- Pismo Święte w wersji pierwotnie danej przez Boga, natchnione przez Boga, nieomylne, w zupełności spolegliwe i najwyższy autorytet we wszystkich sprawach wiary i zachowania,
- jednego Boga, odwiecznie istniejącego w trzech osobach, Ojca, Syna i Ducha Świętego,
- naszego Pana Jezusa Chrystusa, Boga objawionego w ciele, Jego dziewicze narodziny, Jego bezgrzeszne ludzkie życie, Jego boskie cuda, Jego zastępczą i pojednawczą śmierć, Jego cielesne zmartwychwstanie, Jego wniebowstąpienie, Jego pośrednicze dzieło i Jego osobisty powrót w mocy i chwale,
- zbawienie zgubionych i grzesznych ludzi dzięki przelaniu krwi Pana Jezusa Chrystusa przez wiarę niezależnie od uczynków i odrodzenie przez Ducha Świętego,
- Ducha Świętego, który przez zamieszkanie w wierzącym uzdalnia go do prowadzenia świętego życia, do składania świadectwa i działania dla Pana Jezusa Chrystusa,
- jedność w Duchu wszystkich prawdziwych wierzących, w Kościół, Ciało Chrystusa,
- zmartwychwstanie zarówno zbawionych, jak i zgubionych: zbawionych ku zmartwychwstaniu dla życia, zgubionych ku zmartwychwstaniu dla potępienia."[3].

## Działalność ekumeniczna
Sam w sobie Alians jest instytucją ekumeniczną, skupia bowiem krajowe i regionalne alianse ewangelikalne zrzeszające Kościoły i inne związki wyznaniowe różnych konfesji posiadające ewangelikalny profil teologiczny i pobożnościowy. Ponadto prowadzi dialog teologiczny z podmiotami spoza środowiska ewangelikalnego w tym z Kościołem katolickim. 6 listopada 2014 przedstawiciele Aliansu odbyli w Watykanie spotkanie z papieżem Franciszkiem, w trakcie którego pozytywnie oceniono dotychczasowe osiągnięcia w dialogu dwustronnym.
Alians włączył się w działalność Globalnego Forum Chrześcijańskiego.

## Literatura
- J. W. Ewing, Goodly Fellowship. A Centenary Tribute to the Life and Work of the World Evangelical Alliance 1846-1946, London: Marshall, Morgan and Scott, Ltd., 1946.
- W. H. Fuller, People of the Mandate. The Story of the World Evangelical Fellowship, Grand Rapids, Mich., USA: Baker Book House, 1996.
- D. M. Howard, The Dream that Would Not Die. The Birth and Growth of the World Evangelical Fellowship 1846-1985, Exeter, England: The Paternoster Press, 1986.